# Prunus glauca
Prunus glauca är en rosväxtart som först beskrevs av Kasimierz Browicz, och fick sitt nu gällande namn av Edward Murray. Prunus glauca ingår i släktet prunusar, och familjen rosväxter. Inga underarter finns listade i Catalogue of Life.